# Lophodesmus shawcrossi
Lophodesmus shawcrossi är en mångfotingart som beskrevs av Shear 1977. Lophodesmus shawcrossi ingår i släktet Lophodesmus och familjen fingerdubbelfotingar. Inga underarter finns listade i Catalogue of Life.